# 청주 양성산성
청주 양성산성(淸州 壤城山城)은 충청북도 청주시 상당구 문의면에 있는 삼국시대의 산성이다. 2002년 8월 16일 충청북도의 기념물 제125호 '청원 양성산성'으로 지정되었다. 2014년 7월 1일 통합 청주시 출범에 따라 '청주 양성산성'으로 명칭이 변경되었다.

## 개요
청주시 상당구 문의면 미천리 마을 서쪽에 있는 해발 292m의 양성산 정상부를 둘러싸고 흙과 돌을 섞어 쌓은 산성이다. 삼국시대 축조된 산성으로 후삼국시대까지 치열한 격전장소로 군사적·행정적 중심지 역할을 했던 산성이다.
『삼국사기』에 의하면 신라 자비마립간 17년(474)에 일모(一牟), 사시(沙尸), 답달(沓達), 광석(廣石) 등 성을 쌓았다는 기록과 고려 태조 8년(925)에 정서대장군 유금필(庾금弼)을 파견하여 후백제의 연산진을 공격하여 장군 길환(吉奐)을 죽였으며 태조 15년(932)에는 왕이 이 곳에 와서 전투를 벌였다는 기록이 남아 있고 조선시대 지리지에도 자세히 기록되어 있다.
돌로 쌓아 만든 성벽은 평면형태가 불규칙하여 빗자루 모양 또는 주걱 모양이다. 높은 위치의 부분이 대체로 네모꼴이고 낮은 위치의 능선을 길다랗게 감싸고 있으며, 성의 전체 둘레는 약 985m이다. 성벽 안쪽으로 성안을 돌아가는 내환도(內環道)가 있으며, 성벽은 여러 부분에서 각기 상이한 축조 양상을 보이고 있다.
현재 남아 있는 상태로 보아 돌로 쌓은 성벽, 곡성(曲城), 문터, 수구(水口), 큰 못, 차단벽, 그리고 크고 작은 건물터가 있다.
삼국시대 축조된 산성으로 그 당시 성곽과 성문터 등이 남아 있으며 특히 우리나라 최대 규모의 성안 둥근 연못과 수구가 잘 남아 있어 학술상 중요한 산성이다.

## 참고 자료
- 청주 양성산성 - 국가유산청 국가유산포털